# Prvenstvo Anglije 1949
Prvenstvo Anglije 1949 v tenisu.

## Moški posamično
Ted Schroeder :  Jaroslav Drobný, 3-6, 6-0, 6-3, 4-6, 6-4

## Ženske posamično
Louise Brough :  Margaret Osborne duPont, 10-8, 1-6, 10-8

## Moške dvojice
Pancho Gonzales /  Frank Parker :  Gardnar Mulloy /  Ted Schroeder, 6–4, 6–4, 6–2

## Ženske dvojice
Louise Brough /  Margaret Osborne duPont :  Gertrude Moran /  Patricia Todd, 8–6, 7–5

## Mešane dvojice
Sheila Summers  /  Eric Sturgess :  Louise Brough /  John Bromwich, 9–7, 9–11, 7–5